# Сухоруков, Андрей Александрович
Андрей Александрович Сухоруков (род.  17 июля 1942, город Харьков, теперь Харьковской области) — украинский деятель, доцент кафедры органической химии Харьковского государственного университета. Кандидат химических наук. Народный депутат Украины 1-го созыва. 

## Биография
Родился в семье служащих.
В 1960-1966 годах — студент, стажер-исследователь кафедры органической химии Харьковского государственного университета.
В 1966-1967 годах — служба в Советской армии.
В 1967-1994 годах — стажер-исследователь, старший инженер, старший преподаватель, доцент кафедры органической химии Харьковского государственного университета.
В 1977 году защитил кандидатскую диссертацию «Природа электронных переходов в спектрах кросссопряжённых молекул-аналогов бензофенона».
18.03.1990 избран народным депутатом Украины, 2-й тур 76.13% голосов, 5 претендентов. Входил в «Народной рады», фракция Народного руха Украины. Член Комиссии ВР Украины по вопросам народного образования и науки.
С 1994 года — старший научный сотрудник Института химии Харьковского государственного университета.
С 1996 года — председатель правления Украинской секции Международного общества прав человека.